# Hakeem Jeffries
Hakeem Sekou Jeffries, född 4 augusti 1970 i New York, är en amerikansk demokratisk politiker. Han är minoritetsledare för det demokratiska partiet i Representanthuset sedan 2023. Han är ledamot av USA:s representanthus sedan 2013.
Jeffries avlade 1992 kandidatexamen vid Binghamton University, 1994 masterexamen vid Georgetown University och 1997 juristexamen vid New York University. Han har varit verksam som advokat.
Den 30 november 2022 valdes Jeffries till att i januari 2023 efterträda Nancy Pelosi  som ledare för demokraterna i USA:s representanthus, och Jeffries är nominerad av demokraterna till talman i USA:s representanthus för den 118:e kongressen.
Jeffries är gift med Kennisandra Arciniegas-Jeffries, en socialarbetare. De har två söner.